# Dochodowa krzywa konsumpcji
W ekonomii, w teorii wyboru konsumenta, dochodowa krzywa konsumpcji (ang. Income-consumption curve, ICC) jest krzywą na wykresie, na którym ilości dwóch dóbr są oznaczone na dwóch osiach. Krzywa ta jest zależna od punktów koszyków dóbr wybieranych na każdym różnym poziomie dochodów.
Preferencje konsumenta, dochód pieniężny oraz ceny są czynnikami odgrywającymi ważną rolę w rozwiązywaniu problemu optymalizacyjnego konsumenta (wybór takiej liczby różnych towarów do konsumpcji, aby zmaksymalizować ich użyteczność z uwzględnieniem ograniczenia budżetowego). Porównawcza statystyka zachowań konsumenckich bada wpływ zróżnicowania zmiennych egzogenicznych lub niezależnych (zwłaszcza cen i dochodów pieniężnych konsumentów) na wybrane wartości zmiennych endogennych lub zależnych (zapotrzebowania konsumenta na towary). Gdy dochód konsumenta rośnie, a ceny utrzymują się na stałym poziomie, optymalny pakiet wybrany przez konsumenta zmienia się wraz z możliwym dostępnym koszykiem dóbr. Dochodowa krzywa konsumpcji jest zbiorem punktów styczności krzywych obojętności z różnymi liniami ograniczeń budżetowych, które wraz ze wzrostem dochodu przesuwają się równolegle do góry. Poniżej zostały zaprezentowane wybrane krzywe na wykresach, uwzględniających różne typy dóbr.

## Dochodowa krzywa konsumpcji dla różnych rodzajów dóbr

### Dobra normalne

Wykres 1: Dochodowa krzywa konsumpcji dla dóbr normalnych

Na wykresie 1 proste B1, B2 i B3 odpowiadają różnym ograniczeniom budżetowymi, a krzywe {\displaystyle I^{1},} {\displaystyle I^{2}} i {\displaystyle I^{3}} oznaczają krzywe obojętności konsumenta. Wraz ze wzrostem dochodów konsumenta linia ograniczenia budżetowego przesuwa się równolegle na zewnątrz. W tym przypadku, wraz ze wzrostem dochodu konsumenta, linia budżetowa przesuwa się z B1 do B2, co oznacza, że konsument wybrałby koszyk {\displaystyle X'} zamiast {\displaystyle X.} Analogicznie przy dalszym wzroście dochodów konsumenta, linia ograniczenia budżetowego zmienia się z B2 do B3, a konsument wybierze koszyk {\displaystyle X^{*}} i tak dalej. W ten sposób konsument zmaksymalizuje swoją użyteczność w punktach {\displaystyle X^{*},} {\displaystyle X'} i {\displaystyle X'',} które wraz ze wszystkimi pośrednimi tworzą dochodową krzywą konsumpcji.

### Dobra niższego rzędu

Wykres 2: Wraz ze wzrostem dochodu wzrasta popyt na dobro normalne X^{2}, a spada popyt na dobro niższego rzędu X^{1}

Wykres 2 pokazuje optymalne wybory konsumenta w przypadku dwóch towarów {\displaystyle X^{1}} i {\displaystyle X^{2},} których ceny wynoszą odpowiednio {\displaystyle p_{1}} i {\displaystyle p_{2},} gdzie B1 i B2 to linie ograniczenia budżetowego, a {\displaystyle I^{1}} i {\displaystyle I^{2}} to krzywe obojętności. Wykres 2 pokazuje, że wraz ze wzrostem dochodów konsumenta początkowa linia B1 przesuwa się na zewnątrz równolegle, do B2, a konsument, maksymalizując użyteczność, wybiera teraz koszyk {\displaystyle X'} zamiast {\displaystyle X^{*}}. Popyt na {\displaystyle X^{2},} wraz z przesunięciem linii budżetowej z B1 do B2 (spowodowanym wzrostem dochodów konsumenta) wzrósł z {\displaystyle X_{1}^{2}} do {\displaystyle X_{2}^{2}.} Oznacza to, że dobro {\displaystyle X^{2}} jest dobrem normalnym, ponieważ popyt na {\displaystyle X^{2}} wzrósł wraz ze wzrostem dochodu konsumenta.
Należy również zauważyć, że jednocześnie popyt na {\displaystyle X^{1}} spadł z {\displaystyle X_{1}^{1}} do {\displaystyle X_{2}^{1}.} Oznacza to, że dobro {\displaystyle X^{1}} jest dobrem niższego rzędu. Krzywa ICC jest w tym przypadku ujemnie nachylona, ponieważ wraz ze wzrostem dochodu konsument żąda więcej {\displaystyle X^{2},} a mniej {\displaystyle X^{1}.} Elastyczność dochodowa popytu, jak i efekt cenowy dla {\displaystyle X^{1}} będą również ujemne.

### Dobra doskonale substytucyjne

Wykres 3: Dochodowa krzywa konsumpcji dla doskonałych substytutów

Wykres przedstawia przypadek dwóch towarów {\displaystyle X^{1}} i {\displaystyle X^{2}} będących idealnymi substytutami, których ceny wynoszą odpowiednio {\displaystyle p_{1}} i {\displaystyle p_{2}.} Tutaj {\displaystyle I^{1},} {\displaystyle I^{2},} {\displaystyle I^{3},} {\displaystyle I^{4}} i {\displaystyle I^{5}} są krzywymi obojętności o stałym nachyleniu równym −1, B1, B2 i B3 są ograniczeniami budżetowymi, a {\displaystyle X^{*},} {\displaystyle X'} i {\displaystyle X''} są koszykami wybranymi przez konsumenta. Przy założeniu, że {\displaystyle p_{1}}< {\displaystyle p_{2},} konsument zaopatrywałby się tylko w dobro {\displaystyle X^{1},} ponieważ maksymalizowałoby to jego użyteczność.

### Dobra doskonale komplementarne

Wykres 4: Dochodowa krzywa konsumpcji dla dóbr doskonale komplementarnych

Na wykresie {\displaystyle X^{*},} {\displaystyle X'} i {\displaystyle X''} są punktami maksymalizacji użyteczności, w których linie ograniczenia budżetowego B1, B2 i B3 przechodzą przez załamania krzywych obojętności w kształcie litery L odpowiednio {\displaystyle I^{1},} {\displaystyle I^{2}} i {\displaystyle I^{3}}.
W przypadku tego typu dóbr konsument kupi tę samą ilość towarów bez względu na dochód, ceny itp. Ponieważ poziom konsumpcji pozostaje taki sam, krzywa ICC dla dóbr doskonale komplementarnych jest ukośną linią przechodzącą przez początek układu współrzędnych, jak pokazano na wykresie 4.